# Марті Павелич
Марті Павелич (англ. Marty Pavelich; 6 листопада 1927, Су-Сент-Марі — 28 червня 2024) — колишній канадський хокеїст, що грав на позиції крайнього нападника.
Володар Кубка Стенлі. Провів понад 700 матчів у Національній хокейній лізі.

## Ігрова кар'єра
Хокейну кар'єру розпочав 1944 року.
Усю професійну клубну ігрову кар'єру, що тривала 14 років, провів, захищаючи кольори команди «Детройт Ред-Вінгс».
Загалом провів 725 матчів у НХЛ, включаючи 91 гру плей-оф Кубка Стенлі.

## Нагороди та досягнення
- Володар Кубка Стенлі в складі «Детройт Ред-Вінгс» — 1950, 1952, 1954, 1955.
- Учасник матчу усіх зірок НХЛ — 1950, 1952, 1954, 1955.

## Статистика
| Сезон        | Клуб                    | Ліга         | Регулярний сезон | Регулярний сезон | Регулярний сезон | Регулярний сезон | Регулярний сезон | Плей-оф | Плей-оф | Плей-оф | Плей-оф | Плей-оф |
| Сезон        | Клуб                    | Ліга         | І                | Г                | П                | О                | ШХ               | І       | Г       | П       | О       | ШХ      |
| ------------ | ----------------------- | ------------ | ---------------- | ---------------- | ---------------- | ---------------- | ---------------- | ------- | ------- | ------- | ------- | ------- |
| 1944–45      | «Галт Ред-Вінгс»        | ОХА          | 21               | 8                | 12               | 20               | 10               | 9       | 7       | 5       | 12      | 6       |
| 1945–46      | «Галт Ред-Вінгс»        | ОХА          | 25               | 22               | 26               | 48               | 18               | 5       | 2       | 1       | 3       | 5       |
| 1946–47      | «Галт Ред-Вінгс»        | ОХА          | 28               | 22               | 28               | 50               | 32               | 9       | 4       | 5       | 9       | 6       |
| 1947–48      | «Детройт Ред-Вінгс»     | НХЛ          | 41               | 4                | 8                | 12               | 10               | 10      | 2       | 2       | 4       | 6       |
| 1947–48      | «Індіанаполіс Кепіталс» | АХЛ          | 26               | 3                | 14               | 17               | 21               | —       | —       | —       | —       | —       |
| 1948–49      | «Детройт Ред-Вінгс»     | НХЛ          | 60               | 10               | 16               | 26               | 40               | 9       | 0       | 1       | 1       | 8       |
| 1949–50      | «Детройт Ред-Вінгс»     | НХЛ          | 65               | 8                | 15               | 23               | 58               | 14      | 4       | 2       | 6       | 13      |
| 1949–50      | «Індіанаполіс Кепіталс» | АХЛ          | 6                | 2                | 3                | 5                | 2                | —       | —       | —       | —       | —       |
| 1950–51      | «Детройт Ред-Вінгс»     | НХЛ          | 67               | 9                | 20               | 29               | 41               | 6       | 0       | 1       | 1       | 2       |
| 1951–52      | «Детройт Ред-Вінгс»     | НХЛ          | 68               | 17               | 19               | 36               | 54               | 8       | 2       | 2       | 4       | 2       |
| 1952–53      | «Детройт Ред-Вінгс»     | НХЛ          | 64               | 13               | 20               | 33               | 49               | 6       | 2       | 1       | 3       | 7       |
| 1953–54      | «Детройт Ред-Вінгс»     | НХЛ          | 65               | 9                | 20               | 29               | 57               | 12      | 2       | 2       | 4       | 4       |
| 1954–55      | «Детройт Ред-Вінгс»     | НХЛ          | 70               | 15               | 15               | 30               | 59               | 11      | 1       | 3       | 4       | 12      |
| 1955–56      | «Детройт Ред-Вінгс»     | НХЛ          | 70               | 5                | 13               | 18               | 38               | 10      | 0       | 1       | 1       | 14      |
| 1956–57      | «Детройт Ред-Вінгс»     | НХЛ          | 64               | 3                | 13               | 16               | 48               | 5       | 0       | 0       | 0       | 6       |
| Усього в НХЛ | Усього в НХЛ            | Усього в НХЛ | 634              | 93               | 159              | 252              | 454              | 91      | 13      | 15      | 28      | 74      |